# Phytolacca rugosa
Phytolacca rugosa es una especie de planta fanerógama que se encuentra en los neotrópicos. 

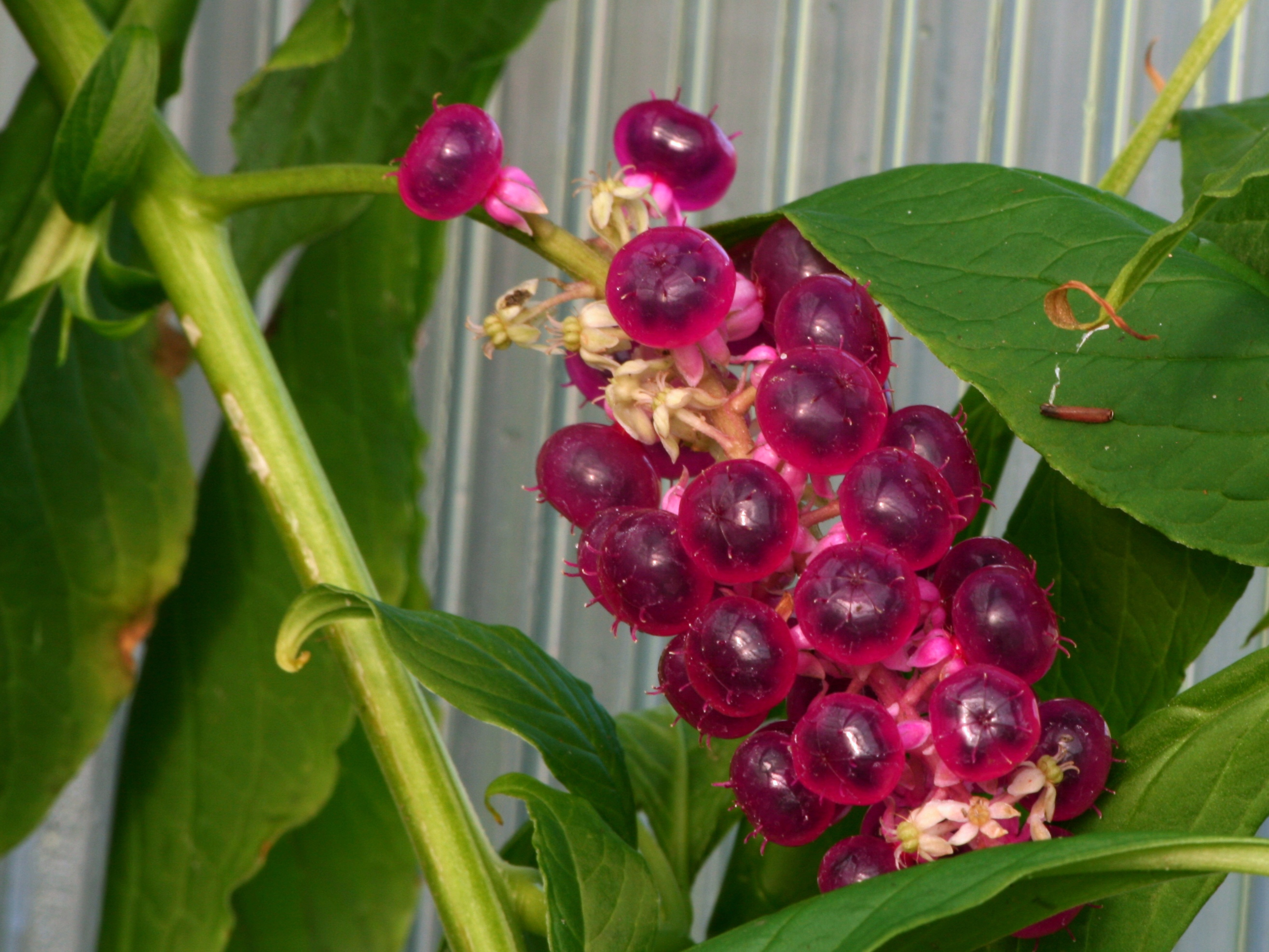
Inflorescencia

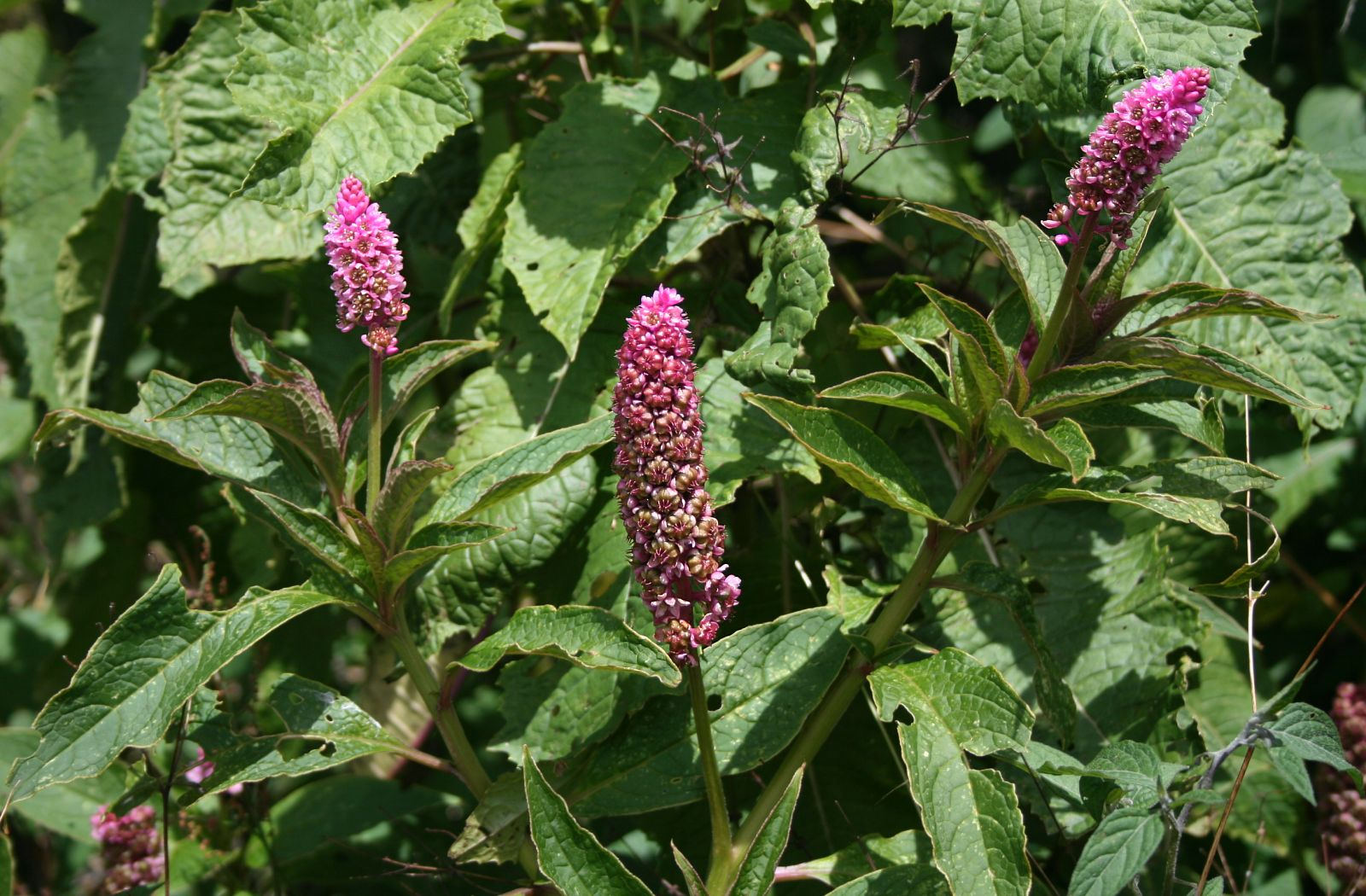
Vista de la planta

## Descripción
Son plantas que alcanzan un tamaño de 0.5–1 m de alto. Las hojas de 5–14 cm de largo y 1.5–5 cm de ancho, acuminadas a atenuadas en el ápice y en la base. Las inflorescencias en forma de racimos de 5–10 cm de largo, ejes pubescentes, pedicelos 3–5 mm de largo; sépalos rojo-morados, 1.7–2.7 mm de largo; estambres 6–12, en 1 verticilo; ovario con 6–8 carpelos parcialmente connados.

## Taxonomía
Phytolacca rugosa fue descrita por A.Braun & C.D.Bouché y publicado en Index Seminum (Berlin) 13. 1852.
Etimología
Phytolacca: nombre genérico que deriva de las palabras griegas: φυτόν (phyton), que significa "planta", y la palabra latína lacca = "un rojo tinte".
rugosa: epíteto latíno que significa "rugosa".
Sinonimia
- Phytolacca costaricensis Suess.	[3]